# Калібаф (Марказі)
Калібаф (перс. قاليباف) — село в Ірані, у дегестані Хондаб, у Центральному бахші, шагрестані Хондаб остану Марказі. За даними перепису 2006 року, його населення становило 690 осіб, що проживали у складі 153 сімей.

## Клімат
Середня річна температура становить 10,72 °C, середня максимальна – 29,38 °C, а середня мінімальна – -11,68 °C. Середня річна кількість опадів – 272 мм.
| Клімат поселення                              | Клімат поселення | Клімат поселення | Клімат поселення | Клімат поселення | Клімат поселення | Клімат поселення | Клімат поселення | Клімат поселення | Клімат поселення | Клімат поселення | Клімат поселення | Клімат поселення | Клімат поселення |
| Показник                                      | Січ.             | Лют.             | Бер.             | Квіт.            | Трав.            | Черв.            | Лип.             | Серп.            | Вер.             | Жовт.            | Лист.            | Груд.            |                  |
| Середній максимум, °C                         | 7,24             | 8,25             | 12,96            | 19,20            | 23,37            | 29,38            | 29,22            | 28,73            | 24,46            | 19,20            | 11,92            | 6,76             |                  |
| Середня температура, °C                       | −2,23            | −1,2             | 3,50             | 9,74             | 13,91            | 19,93            | 23,35            | 22,86            | 18,58            | 13,31            | 6,04             | 0,87             |                  |
| Середній мінімум, °C                          | −11,68           | −10,66           | −5,95            | 0,28             | 4,45             | 10,48            | 17,47            | 16,98            | 12,70            | 7,42             | 0,17             | −4,99            |                  |
| Норма опадів, мм                              | 41               | 33               | 48               | 37               | 37               | 10               | 1                | 1                | 1                | 5                | 23               | 35               |                  |
| Середньомісячна швидкість вітру, м/с          | 1.26             | 1.96             | 2.55             | 2.68             | 2.46             | 2.40             | 2.34             | 2.32             | 2.20             | 2.06             | 1.87             | 1.38             |                  |
| Середньомісячна сонячна радіація, кДж/м²·день | 9346             | 12431            | 14928            | 18302            | 22368            | 26969            | 25977            | 24049            | 21125            | 15611            | 10958            | 9106             |                  |
| --------------------------------------------- | ---------------- | ---------------- | ---------------- | ---------------- | ---------------- | ---------------- | ---------------- | ---------------- | ---------------- | ---------------- | ---------------- | ---------------- | ---------------- |
| Джерело:                                      |                  |                  |                  |                  |                  |                  |                  |                  |                  |                  |                  |                  |                  |